# 龜崎站 (愛知縣)
龜崎站（日语：／ Kamezaki eki */?）是位於愛知縣半田市龜崎常盤町二丁目，屬於東海旅客鐵道（JR東海）的武豐線車站。

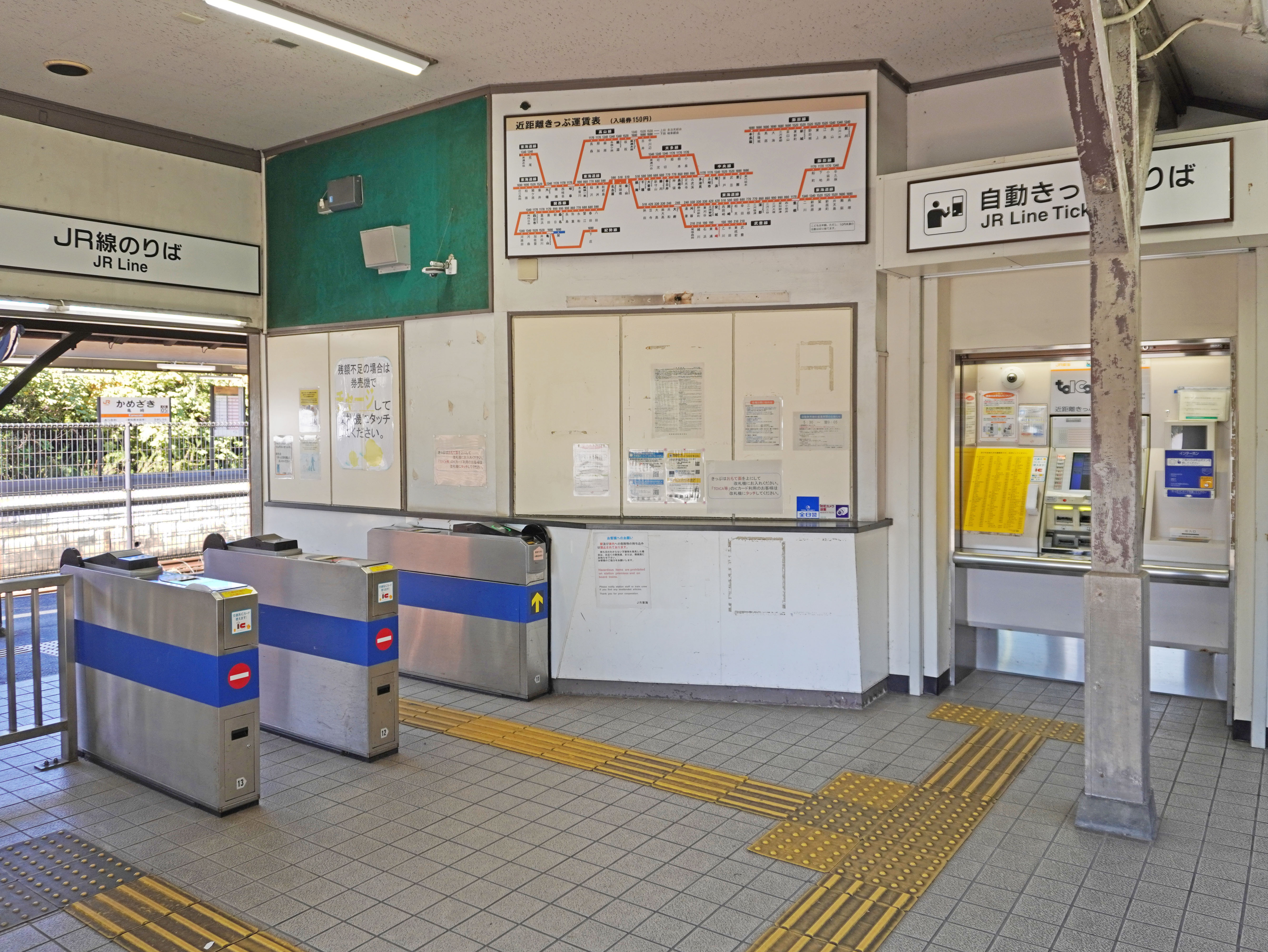
驗票口(2022年11月)

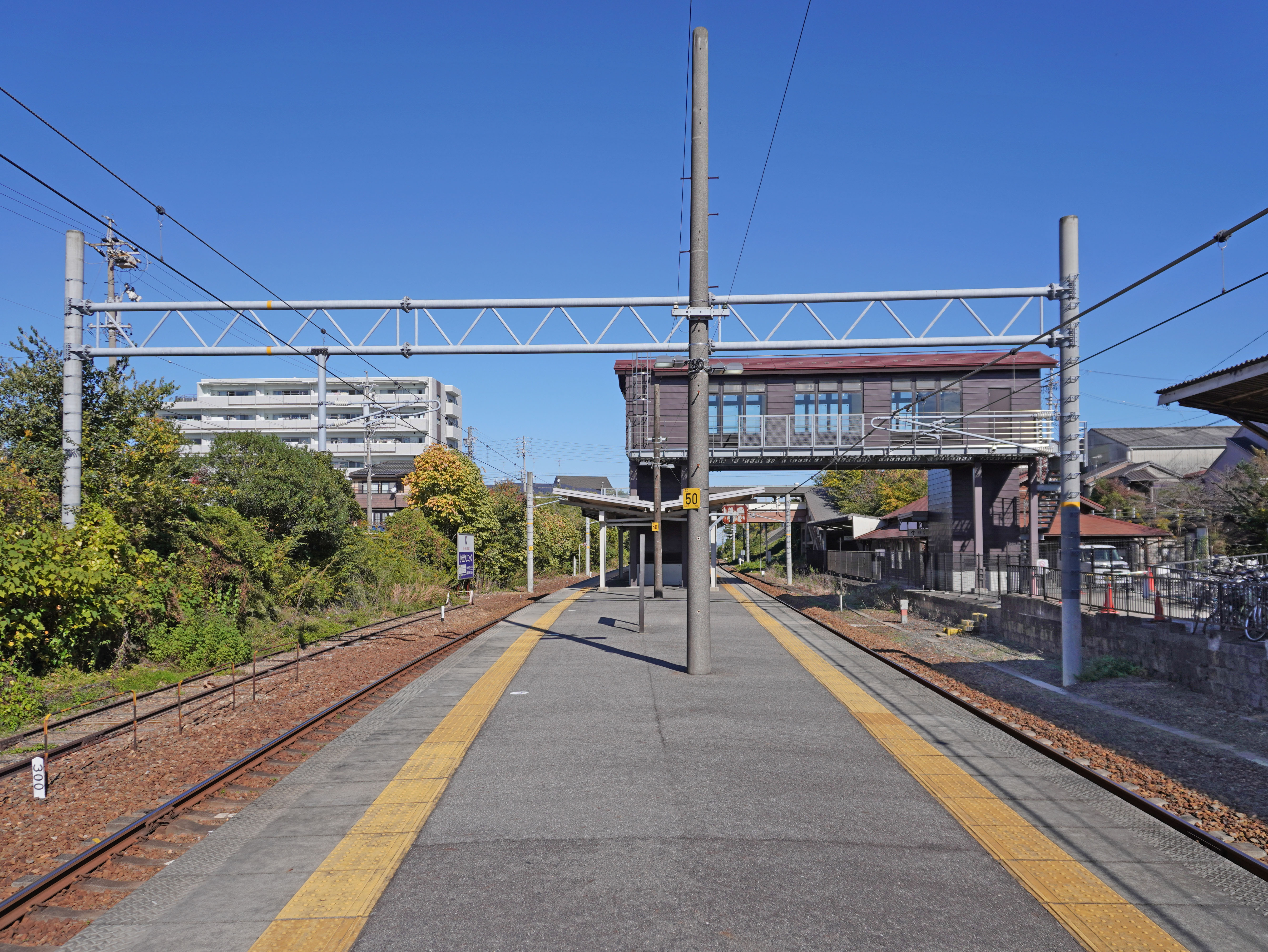
月台(2022年11月)

## 概要
本站是愛知縣內首條鐵路線開通車站之一，於1886年（明治19年）啟用。本站的站房為目前「日本最古老現役車站大樓（參見日本最古老列表）」，同線的半田站則擁有「日本最古老現役跨線橋」之名，有許多鐵路相關書籍有介紹上述內容。但有意見認為現時的站房並非是日本最古老的車站站房，因本站曾經發生火警，使站房不是日本現役最古老的建築物。
本站位於半田市東北部龜崎地區，為武豐線上除大府站外最多人使用的車站。

## 歷史

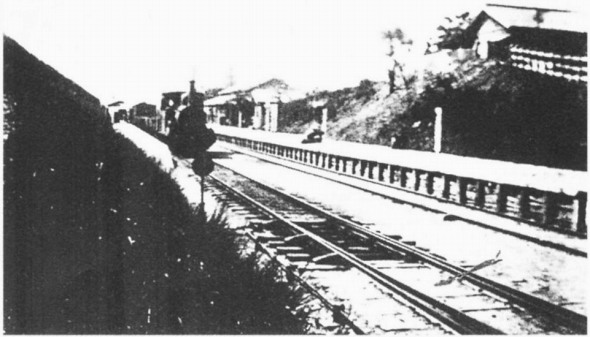
1912年8月的龜崎站

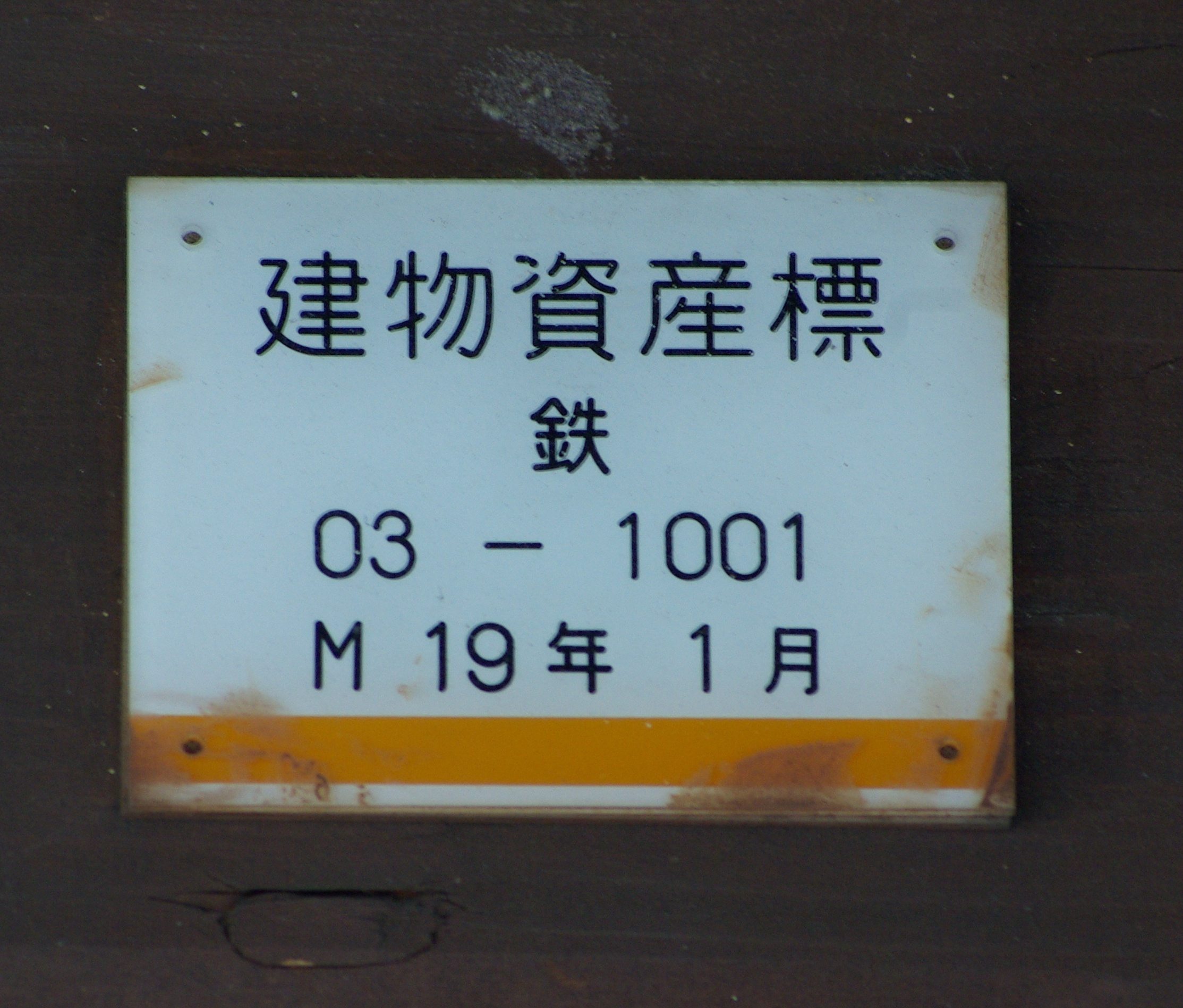
龜崎站站房的建物資產標。標示為M19年（明治19年）。

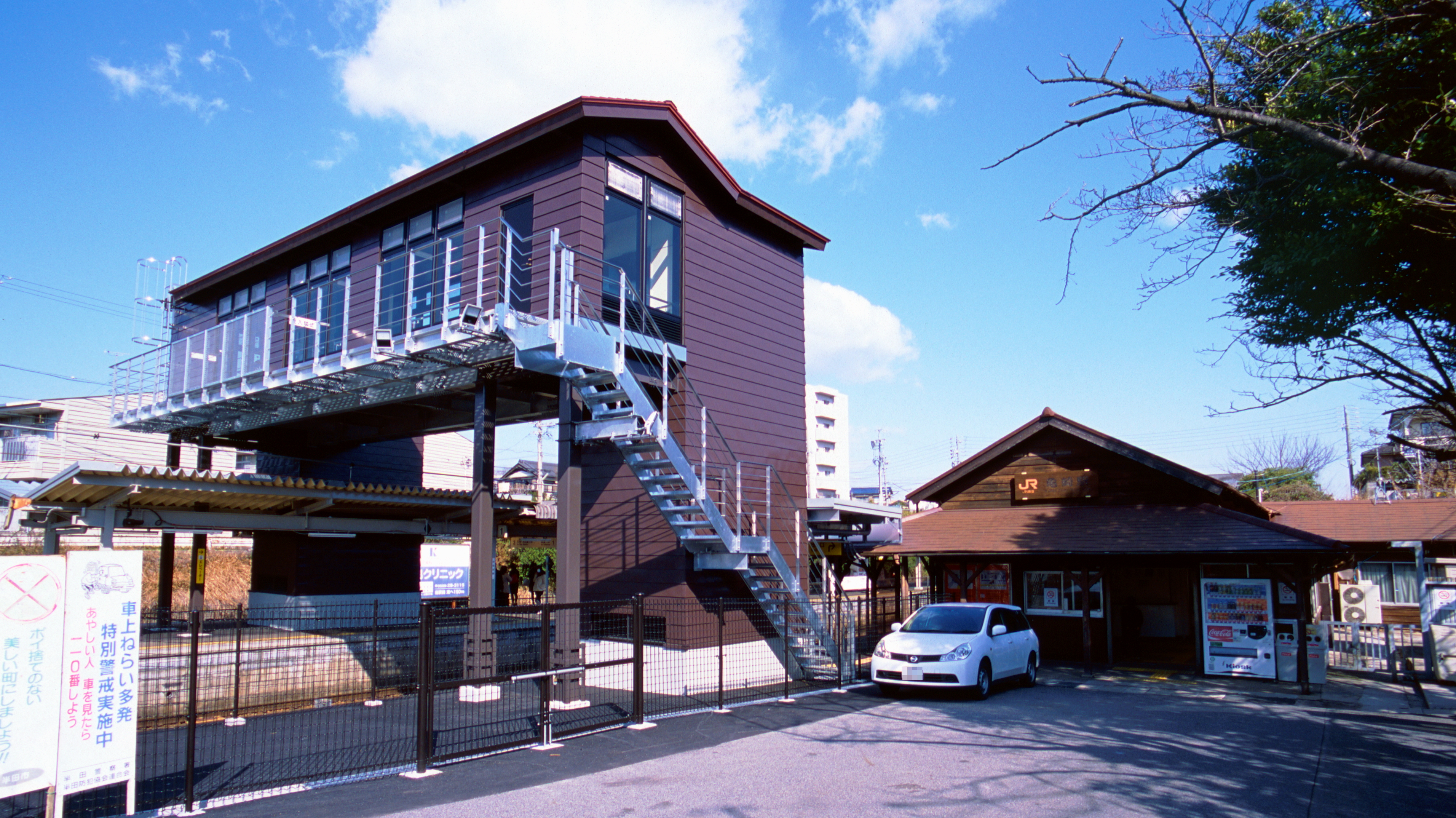
站房和2014年新設的跨線橋（附有升降機）（2014年3月）

### 年表
- 1886年（明治19年）3月1日 - 武豐至熱田（現時：東海道本線）之間開通，此站啟用。當時為旅客和貨運車站[2]。
- 1895年（明治28年）3月7日 - 車站發生火警，使車站應該被燒毀（詳情後述）[3]
- 1909年（明治42年）10月12日 - 制定路線名稱，此站成為武豐線車站。
- 1929年（昭和4年）3月 - 車站大樓擴張[4]。
- 1946年（昭和21年）4月 - 下行1號月台在美濃窯業（日语：美濃窯業）請願下把月台延長[4]。
- 1975年（昭和50年）11月15日 - 終止貨物起卸業務[2]。
- 1984年（昭和59年）2月1日 - 終止行李起卸業務[2]。此站成為業務委託車站[5]。
- 1987年（昭和62年）4月1日：伴隨國鐵分割民營化，車站由東海旅客鐵道（JR東海）營運。
- 2006年（平成18年）11月25日 - 此站開始可以使用IC卡「TOICA」。
- 2013年（平成25年）10月1日 - 引入「集中旅客服務系統」後，此站成為無人車站[6][7]。
- 2014年（平成26年）2月28日 - 無障礙工程完成，新升降機和多功能廁所開始使用[8]。

### 站房的建築時期
本站的站房不時會被介紹為「日本最古老現役車站大樓」。首次以該名義介紹的書籍上是在《日本國有鐵道停車場一覧 截至昭和60年6月1日》，書籍中記載「在啟用同時建築了國鐵最古老車站大樓」。一直以來，許多文獻以大樓其建物資產標「M19年1月」（1886年（明治19年）1月），代表該建築物是最古老的站房。
但在明治時期，當時由遞信省鐵道局管轄國有鐵道，在鐵道局中的《鐵道局年報》明治27年度版中提及。在1895年（明治28年）3月7日，於龜崎停車場大樓與車站長官附屬建築物發生火警。另外翌年度的鐵道局年報中記載本站的站房與車站長官宿舍已經重建。因此於建物資產標所表示的年份與實際（經過重建）的建築物竣工年份理應相異。故站內的建物資產標未有反映站房曾經被燒毀的事件。若站房被燒毀的事件屬實，現時最古老現役的鐵路車站站房便是位於香川縣善通寺站的站房。該站房於1889年（明治22年）建成。而關於「現役最古老的車站大樓」疑團現時還存在。
根據當地居民的供詞，只有車站長官宿舍被燒毀，在火警後翌日的扶桑新聞中也有相關報道指出只有長官宿舍被燒毀。而龜崎町發行的《龜崎誌》（1911年）也是有相同描述。

### 貨物營業
現時武豐線沒有車站進行貨物起卸，曾經部分車站設有貨物起卸業務。龜崎站是其中之一。龜崎站的貨物業務在1886年車站啟用時已經開始，直至1975年衣浦臨海鐵道半田線開通後便廢止。在業務末期（1974年10月後）只有車載貨物起卸。
龜崎站東北方設有美濃窯業的專用線。根據1970年的「專用線一覧表」，該專用線的作業距離與總長度為0.1公里。另外，曾經有一段時期，該工場沿武豐線旁鋪設了私設軌道，後來自從轉用貨車後便廢止。
在此站起卸的貨物包括美濃窯業的製品耐火磚，以及原材料礦石。

## 車站構造
本站是地面車站，設有1面2線島式月台，可進行列車交會。站房位於站內東邊，月台與站房之間設有跨線橋連接。此站是由大府站管理的無人車站。此站曾為業務委託車站，當時設有綠色窗口。JR東海在2013年10月1日起，於線內6個車站（包括此站）引入「集中旅客服務系統」，增設自動售票機和自動閘機，以遠端方法管理車站，當日起車站無人化。
站房與月台之間曾設有直連通道，現時仍可看見其遺蹟。

### 月台
| 月台 | 路線   | 上下行 | 方向             | 備註 |
| ---- | ------ | ------ | ---------------- | ---- |
| 1    | 武豐線 | 下行   | 武豐方向         |      |
| 2    | 武豐線 | 上行   | 大府、名古屋方向 |      |

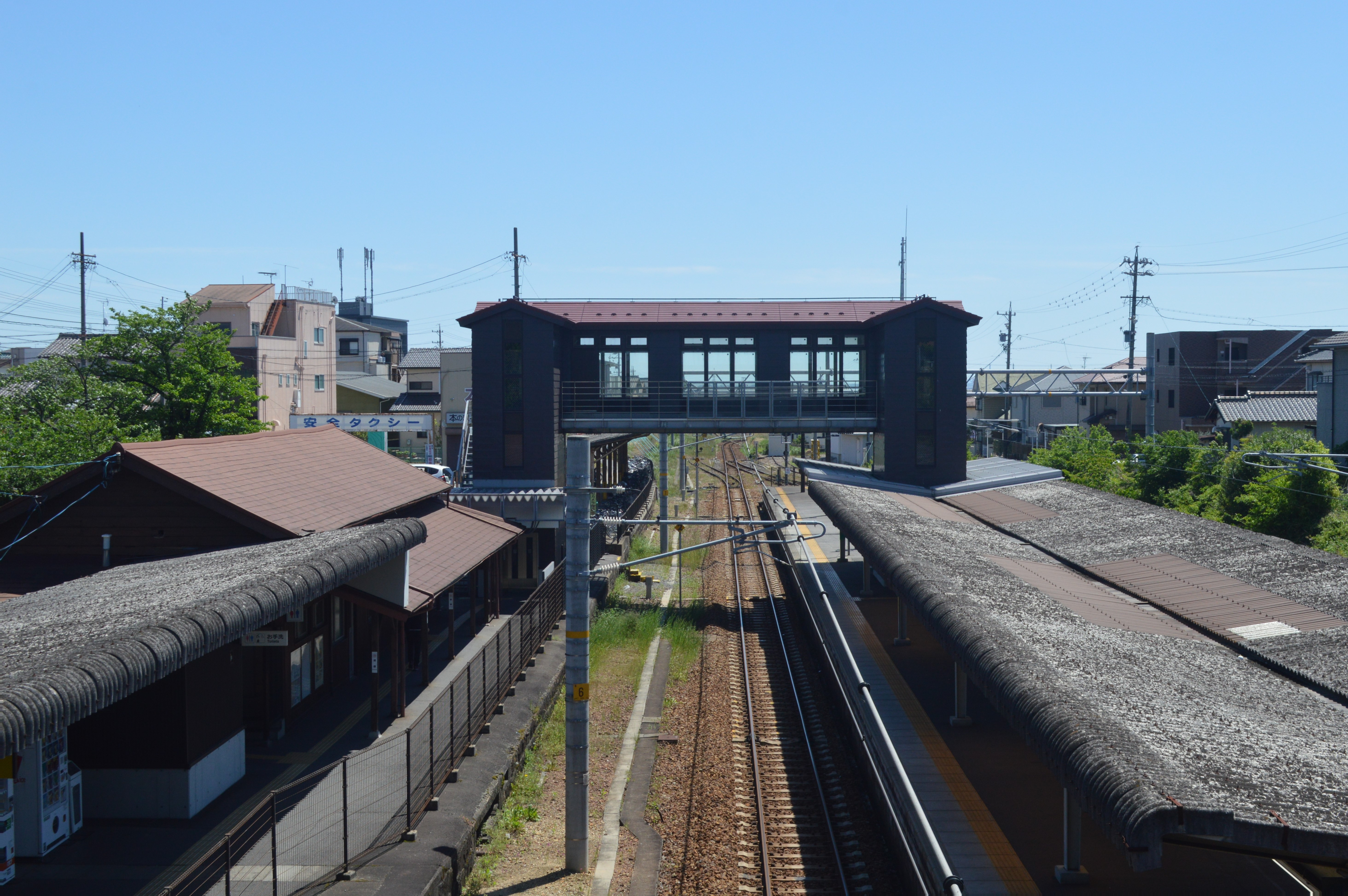
從跨線橋望向月台
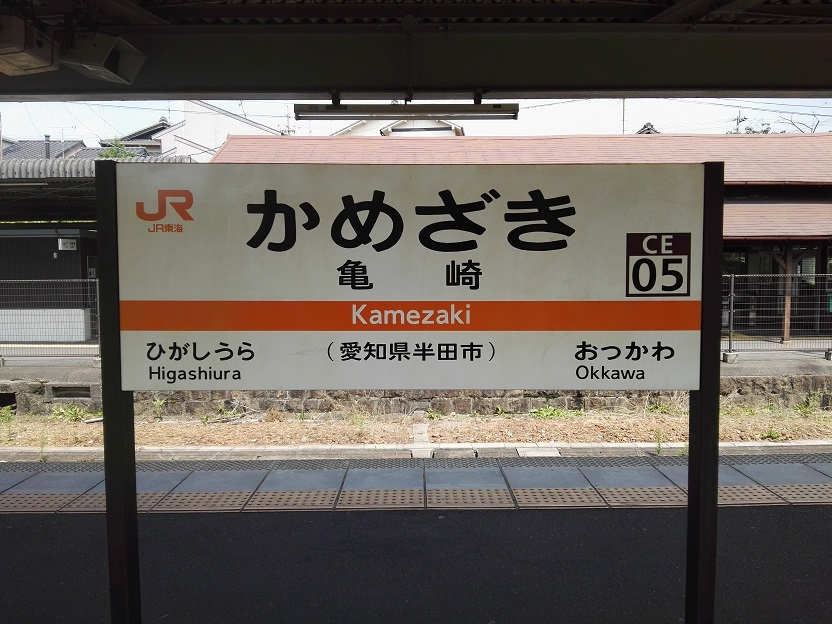
站名牌

## 使用狀況

### 旅客
根據「愛知縣統計年鑑」和「知多半島之統計」，以下為1日平均乘車人次列表：
| 1日平均乘車人次變化 | 1日平均乘車人次變化 | 1日平均乘車人次變化      |
| 年度                | 乘車人次            | 參考資料、備註           |
| ------------------- | ------------------- | ------------------------ |
| 1950年度            | 1,943人             | [ 統計 1 ]               |
| 1951年度            | 2,144人             | [ 統計 2 ]               |
| 1952年度            | 2,034人             | [ 統計 3 ]               |
| 1953年度            | 2,030人             | [ 統計 4 ]               |
| 1954年度            | 2,046人             | [ 統計 5 ]               |
| 1955年度            | 2,028人             | [ 統計 6 ]               |
| 1956年度            | 2,206人             | [ 統計 7 ]               |
| 1957年度            | 2,380人             | [ 統計 8 ]               |
| 1958年度            | 2,481人             | [ 統計 9 ]               |
| 1959年度            | 2,496人             | [ 統計 10 ]              |
| 1960年度            | 2,749人             | [ 統計 11 ]              |
| 1961年度            | 2,668人             | [ 統計 12 ]              |
| 1962年度            | 2,624人             | [ 統計 13 ]              |
| 1963年度            | 2,741人             | [ 統計 14 ]              |
| 1964年度            | 2,689人             | [ 統計 15 ]              |
| 1965年度            | 2,811人             | [ 統計 16 ]              |
| 1966年度            | 2,852人             | [ 統計 17 ]              |
| 1967年度            | 2,888人             | 1950年度以後為最多人使用 |
| 1968年度            | 2,655人             | [ 統計 19 ]              |
| 1969年度            | 2,433人             | [ 統計 20 ]              |
| 1970年度            | 2,252人             | [ 統計 21 ]              |
| 1971年度            | 2,098人             | [ 統計 22 ]              |
| 1972年度            | 2,003人             | [ 統計 23 ]              |
| 1973年度            | 1,971人             | [ 統計 24 ]              |
| 1974年度            | 2,022人             | [ 統計 25 ]              |
| 1975年度            | 1,910人             | [ 統計 26 ]              |
| 1976年度            | 1,843人             | [ 統計 27 ]              |
| 1977年度            | 1,758人             | [ 統計 28 ]              |
| 1978年度            | 1,638人             | [ 統計 29 ]              |
| 1979年度            | 1,632人             | [ 統計 30 ]              |
| 1980年度            | 1,548人             | [ 統計 31 ]              |
| 1981年度            | 1,462人             | [ 統計 32 ]              |
| 1982年度            | 1,558人             | [ 統計 33 ]              |
| 1983年度            | 1,480人             | [ 統計 34 ]              |
| 1984年度            | 1,388人             | [ 統計 35 ]              |
| 1985年度            | 1,245人             | [ 統計 36 ]              |
| 1986年度            | 1,215人             | 1950年度以後為最少人使用 |
| 1987年度            | 1,219人             | [ 統計 38 ]              |
| 1988年度            | 1,282人             | [ 統計 39 ]              |
| 1989年度            | 1,383人             | [ 統計 40 ]              |
| 1990年度            | 1,472人             | [ 統計 41 ]              |
| 1991年度            | 1,620人             | [ 統計 42 ]              |
| 1992年度            | 1,688人             | [ 統計 43 ]              |
| 1993年度            | 1,771人             | [ 統計 44 ] [ 統計 45 ]  |
| 1994年度            | 1,791人             | [ 統計 46 ] [ 統計 45 ]  |
| 1995年度            | 1,927人             | [ 統計 47 ] [ 統計 45 ]  |
| 1996年度            | 1,951人             | [ 統計 48 ] [ 統計 49 ]  |
| 1997年度            | 1,899人             | [ 統計 50 ] [ 統計 49 ]  |
| 1998年度            | 1,914人             | [ 統計 51 ] [ 統計 52 ]  |
| 1999年度            | 1,871人             | [ 統計 53 ] [ 統計 54 ]  |
| 2000年度            | 1,913人             | [ 統計 54 ]              |
| 2001年度            | 1,907人             | [ 統計 54 ]              |
| 2002年度            | 1,953人             | [ 統計 55 ]              |
| 2003年度            | 1,947人             | [ 統計 55 ]              |
| 2004年度            | 1,977人             | [ 統計 55 ]              |
| 2005年度            | 2,042人             | [ 統計 56 ]              |
| 2006年度            | 2,069人             | [ 統計 56 ]              |
| 2007年度            | 2,169人             | [ 統計 56 ]              |
| 2008年度            | 2,157人             | [ 統計 57 ]              |
| 2009年度            | 2,184人             | [ 統計 57 ]              |
| 2010年度            | 2,249人             | [ 統計 57 ]              |
| 2011年度            | 2,230人             | [ 統計 58 ]              |
| 2012年度            | 2,185人             | [ 統計 59 ]              |
| 2013年度            | 2,245人             | [ 統計 59 ]              |
| 2014年度            | 2,263人             | [ 統計 60 ]              |
| 2015年度            | 2,369人             | [ 統計 61 ]              |
| 2016年度            | 2,573人             | [ 統計 62 ]              |
| 2017年度            | 2,703人             | [ 統計 63 ]              |
| 2018年度            | 2,739人             | [ 統計 63 ]              |
| 2019年度            | 2,782人             | [ 統計 64 ]              |

### 貨物、行李
以下為1950年度至1975年度（1975年11月終止起卸）的貨物起卸量（起載/卸載噸數）。以及1972年度至1983年度（1984年2月終止起卸）的行李起卸量（發送與到達件數）的列表。
| 貨物起卸量、行李起卸量變化      | 貨物起卸量、行李起卸量變化 | 貨物起卸量、行李起卸量變化 | 貨物起卸量、行李起卸量變化 | 貨物起卸量、行李起卸量變化 |
| 年度                            | 貨物                       | 貨物                       | 行李                       | 行李                       |
| 年度                            | 發送                       | 到達                       | 發送                       | 到達                       |
| ------------------------------- | -------------------------- | -------------------------- | -------------------------- | -------------------------- |
| 1950年度                        | 13,462t                    | 22,416t                    |                            |                            |
| 1951年度                        | 16,467t                    | 26,192t                    |                            |                            |
| 1952年度                        | 15,114t                    | 22,736t                    |                            |                            |
| 1953年度                        | 15,056t                    | 21,406t                    |                            |                            |
| 1954年度                        | 12,756t                    | 21,973t                    |                            |                            |
| 1955年度                        | 12,658t                    | 15,369t                    |                            |                            |
| 1956年度                        | 15,632t                    | 14,955t                    |                            |                            |
| 1957年度                        | 14,251t                    | 11,449t                    |                            |                            |
| 1958年度                        | 12,998t                    | 12,738t                    |                            |                            |
| 1959年度                        | 15,370t                    | 15,521t                    |                            |                            |
| 1960年度                        | 16,920t                    | 17,142t                    |                            |                            |
| 1961年度                        | 15,087t                    | 13,799t                    |                            |                            |
| 1962年度                        | 11,822t                    | 13,668t                    |                            |                            |
| 1963年度                        | 13,990t                    | 10,427t                    |                            |                            |
| 1964年度                        | 13,752t                    | 12,130t                    |                            |                            |
| 1965年度                        | 11,789t                    | 10,112t                    |                            |                            |
| 1966年度                        | 9,643t                     | 9,583t                     |                            |                            |
| 1967年度                        | 9,609t                     | 12,041t                    |                            |                            |
| 1968年度                        | 8,003t                     | 11,668t                    |                            |                            |
| 1969年度                        | 8,883t                     | 10,254t                    |                            |                            |
| 1970年度                        | 11,179t                    | 3,014t                     |                            |                            |
| 1971年度                        | 7,031t                     | 3,121t                     |                            |                            |
| 1972年度                        | 5,988t                     | 3,455t                     | 4,007個                    | 7,733個                    |
| 1973年度                        | 6,638t                     | 2,555t                     | 4,496個                    | 8,111個                    |
| 1974年度                        | 6,867t                     | 1,619t                     | 4,206個                    | 8,495個                    |
| 1975年度                        | 2,825t                     | 184t                       | 3,776個                    | 8,542個                    |
| 1976年度                        |                            |                            | 3,366個                    | 6,691個                    |
| 1977年度                        |                            |                            | 3,152個                    | 5,128個                    |
| 1978年度                        |                            |                            | 2,978個                    | 4,928個                    |
| 1979年度                        |                            |                            | 2,872個                    | 4,980個                    |
| 1980年度                        |                            |                            | 2,796個                    | 4,850個                    |
| 1981年度                        |                            |                            | 2,437個                    | 3,914個                    |
| 1982年度                        |                            |                            | 1,711個                    | 3,872個                    |
| 1983年度                        |                            |                            | 1,016個                    | 3,029個                    |
| ※參考資料與乘車人次的列表相同。 |                            |                            |                            |                            |

## 停靠列車
所有列車停靠龜崎站。在2018年3月時間表修正前，快速列車會停靠此站。

## 車站周邊
- 半田市立龜崎幼稚園
- 半田市立高根保育園
- 半田市立龜崎小學（日语：半田市立亀崎小学校）
- 半田市立龜崎中學（日语：半田市立亀崎中学校）
- 半田市立龜崎圖書館（日语：半田市立亀崎図書館）
- 愛知縣立半田東高等學校（日语：愛知県立半田東高等学校）
- 日本福祉大學半田校園
- 神前神社（日语：神前神社 (半田市)）
- 尾張三社（日语：尾張三社）
- 衣浦大橋（日语：衣浦大橋）
- 中京醫藥品（日语：中京医薬品）總部
- 美濃窯業（日语：美濃窯業）龜崎工場
- 望洲樓（日语：望洲楼）

### 巴士路線
- 半田市地區路線巴士（日语：半田市地区路線バス）龜崎、有脇線「龜崎站」巴士站

※ 曾經知多巴士設有巴士路線駛經此站，連接知多半田站和三河高濱站。

## 相鄰車站
東海旅客鐵道（JR東海）
 武豐線
■區間快速、■普通
東浦（CE04）－龜崎（CE05）－乙川（CE06）

## 注腳

### 統計
1. ↑  《愛知縣統計年鑑》昭和27年度刊，326頁
2. ↑  《愛知縣統計年鑑》昭和28年度刊，310頁
3. ↑  《愛知縣統計年鑑》昭和29年度刊，329頁
4. ↑  《愛知縣統計年鑑》昭和30年度刊，305頁
5. ↑  《愛知縣統計年鑑》昭和31年度刊，303頁
6. ↑  《愛知縣統計年鑑》昭和32年度刊，319頁
7. ↑  《愛知縣統計年鑑》昭和33年度刊，335頁
8. ↑  《愛知縣統計年鑑》昭和34年度刊，379頁
9. ↑  《愛知縣統計年鑑》昭和35年度刊，292頁
10. ↑  《愛知縣統計年鑑》昭和36年度刊，261頁
11. ↑  《愛知縣統計年鑑》昭和37年度刊，325頁
12. ↑  《愛知縣統計年鑑》昭和38年度刊，297頁
13. ↑  《愛知縣統計年鑑》昭和39年度刊，299頁
14. ↑  《愛知縣統計年鑑》昭和40年度刊，263頁
15. ↑  《愛知縣統計年鑑》昭和41年度刊，239頁
16. ↑  《愛知縣統計年鑑》昭和42年度刊，262頁
17. ↑  《愛知縣統計年鑑》昭和43年度刊，192頁
18. ↑  《愛知縣統計年鑑》昭和44年度刊，196頁
19. ↑  《愛知縣統計年鑑》昭和45年度刊，204頁
20. ↑  《愛知縣統計年鑑》昭和46年度刊，228頁
21. ↑  《愛知縣統計年鑑》昭和47年度刊，237頁
22. ↑  《愛知縣統計年鑑》昭和48年度刊，217頁
23. ↑  《愛知縣統計年鑑》昭和49年度刊，214頁
24. ↑  《愛知縣統計年鑑》昭和50年度刊，221頁
25. ↑  《愛知縣統計年鑑》昭和51年度刊，225頁
26. ↑  《愛知縣統計年鑑》昭和52年度刊，217頁
27. ↑  《愛知縣統計年鑑》昭和53年度刊，231頁
28. ↑  《愛知縣統計年鑑》昭和54年度刊，233頁
29. ↑  《愛知縣統計年鑑》昭和55年度刊，221頁
30. ↑  《愛知縣統計年鑑》昭和56年度刊，227頁
31. ↑  《愛知縣統計年鑑》昭和57年度刊，239頁
32. ↑  《愛知縣統計年鑑》昭和58年度刊，223頁
33. ↑  《愛知縣統計年鑑》昭和59年度刊，223頁
34. ↑  《愛知縣統計年鑑》昭和60年度刊，241頁
35. ↑  《愛知縣統計年鑑》昭和61年度刊，235頁
36. ↑  《愛知縣統計年鑑》昭和62年度刊，223頁
37. ↑  《愛知縣統計年鑑》昭和63年度刊，223頁
38. ↑  《愛知縣統計年鑑》平成元年度刊，225頁
39. ↑  《愛知縣統計年鑑》平成2年度刊，223頁
40. ↑  《愛知縣統計年鑑》平成3年度刊，225頁
41. ↑  《愛知縣統計年鑑》平成4年度刊，229頁
42. ↑  《愛知縣統計年鑑》平成5年度刊，221頁
43. ↑  《愛知縣統計年鑑》平成6年度刊，221頁
44. ↑  《愛知縣統計年鑑》平成7年度刊，239頁
45. 1 2 3  《知多半島之統計》平成9年版，46頁
46. ↑  《愛知縣統計年鑑》平成8年度刊，241頁
47. ↑  《愛知縣統計年鑑》平成9年度刊，243頁
48. ↑  《愛知縣統計年鑑》平成10年度刊，241頁
49. 1 2  《知多半島之統計》平成11年版，46頁
50. ↑  《愛知縣統計年鑑》平成11年度刊，241頁
51. ↑  《愛知縣統計年鑑》平成12年度刊，239頁
52. ↑  《知多半島之統計》平成12年版，46頁
53. ↑  《愛知縣統計年鑑》平成13年度刊，240頁
54. 1 2 3  《知多半島之統計》平成15年版，46頁
55. 1 2 3  《知多半島之統計》平成18年版，114頁
56. 1 2 3  《知多半島之統計》平成21年版，43頁
57. 1 2 3  《知多半島之統計》平成24年版，43頁
58. ↑  《知多半島之統計》平成25年版，43頁
59. 1 2  《知多半島之統計》平成27年版，43頁
60. ↑  《知多半島之統計》平成28年版，43頁
61. ↑  《知多半島之統計》平成29年版，43頁
62. ↑  《知多半島之統計》平成30年版，43頁
63. 1 2  《知多半島之統計》令和元年版，43頁
64. ↑  《知多半島之統計》令和2年版，43頁

## 外部連結
- 龜崎站 （页面存档备份，存于）（日語） - 東海旅客鐵道